# Arnau de Holanda
Arnau de Holanda, nascido Arnaud Florentz Boeyens van Holland (Utrecht, por volta de 1515 - Pernambuco, por volta de 1594), foi um mercador e senhor de engenho holandês que migrou para as terras de Pernambuco no período colonial. Seu nome surge grafado de formas as mais diversas em livros de história: Arnal, Arnald, Arnão e Arnauld von Hollander. O sobrenome também surge grafado em livros antigos como de Olanda.

## Biografia
Apesar de sua existência vastamente documentada em livros de história do Brasil, as verdadeiras origens de Arnau de Holanda estão envolvidas em especulações de difícil comprovação. Sabe-se que teve uma vida abastada em Pernambuco durante o século XVI e que foi casado com a cristã-nova portuguesa Brites Mendes de Vasconcelos, que chegou criança às terras brasileiras na nau de Duarte Coelho. Em depoimentos inquisitoriais realizados em Pernambuco por ocasião da visita do inquisidor Heitor Furtado de Mendonça em 1598, um dos filhos de Arnau, de nome Cristóvão, declara o pai como meio flamengo. Outro filho, conhecido como Agostinho, diz que seu pai era alemão de nação, o que se explica pelo fato de que, até a primeira metade do décimo-sexto século, os Países Baixos integravam o Sacro Império Romano-Germânico.
As origens de Arnau são fruto de controvérsia, visto que o genealogista Borges da Fonseca o identifica como filho do barão alemão Hendrick van Rhijnburg com uma tal Margaretha Florenz Boeyens, irmã do Papa Adriano VI, endossando assim as afirmações do padre António Carvalho da Costa em sua obra Corografia Portuguesa. Há, contudo, problemas históricos no que tange a essa informação, afinal o referido Papa Adriano teve apenas irmãos e nenhuma irmã, e o tal barão Hendrick não tem existência documentada. Ademais, conforme aponta o historiador Evaldo Cabral de Mello, causa estranheza que o suposto filho de um barão e sobrinho-neto de um Papa jamais tenha arvorado para si tal origem. Segundo o historiador Carlos Xavier Paes Barreto, o genealogista Sanches Baena atribui a paternidade de Arnau ao mercador judeu holandês Jacob de Holanda, hipótese também sustentada pelo genealogista Francisco Dória.
Arnau e Brites deixaram vasta descendência nas terras da Região Nordeste do Brasil, de modo que diversos pernambucanos descendem deste casal. Vários dos filhos e netos do casal aparecem como depoentes na primeira visita da Inquisição ao Brasil, sobretudo em decorrência da proximidade da família com a marrana portuguesa Branca Dias. Da união de Arnau com sua esposa, Brites Mendes de Vasconcelos, nasceram:
- Ana de Holanda, que se casou com João Gomes de Melo, o Velho, senhor de engenhos, natural da Ilha de São Jorge, com descendência;
- Antônio de Holanda e Vasconcelos, senhor do Engenho Jacipitanga, que se casou a 1ª vez com Felipa Cavalcanti de Albuquerque, filha do nobre florentino Filippo Cavalcanti e de Catarina de Albuquerque, e a 2ª vez com Ana de Moraes Valcacer, filha de Jorge Camelo Valcacer e de Isabel Cardoso, senhores de engenho de origem castelhana, havendo sucessão de ambos os matrimônios;
- Adriana de Holanda, que se casou com Christoph Linz von Dorndorf, de origem alemã e neerlandesa, capitão e Alcaide-Mor de Porto Calvo, primogênito de Sebald Linz von Dorndorf e da portuguesa Jácoma Mendes, havendo sucessão desse matrimônio;
- Agostinho de Holanda e Vasconcelos, o Velho, capitão na guerra holandesa, foi Alcaide-Mor de Porto Calvo e se casou com Maria de Paiva, filha do fidalgo português Baltazar Leitão Cabral e de Inês Fernades, essa última cristã-nova, como filha da judia portuguesa Branca Dias e de Diogo Fernandes Santiago, havendo descendentes do referido matrimônio;
- Cristóvão de Holanda e Vasconcelos, filho primogênito, senhor de engenhos, que se casou a 1ª vez com Catarina Cavalcanti de Albuquerque, filha dos supracitados Filippo Cavalcanti e Catarina de Albuquerque, e a 2ª vez com Clara da Costa Calheiros, filha do fidalgo português Manuel da Costa Calheiros e de Catarina Tavares Rodrigues, sendo essa última filha do capitão Brás de Araújo Pessoa, herói da guerra holandesa, e de Catarina Tavares da Costa, havendo sucessão de ambos os matrimônios;
- Inês de Góes e Vasconcelos, que se casou com Luís do Rêgo Barros, I, senhor do Engenho Maciape, homem nobre e natural de Viana do Castelo, filho de Afonso de Barros do Rego e de Maria Nunes Barreto, que estabeleceram o Morgado de Deocriste, havendo sucessão desse casamento;
- Isabel de Holanda, que se casou com Antonio Cavalcanti de Albuquerque, Fidalgo Cavaleiro da Casa Real e senhor de engenhos, filho dos supracitados Filippo Cavalcanti e Catarina de Albuquerque, assim descendente de Jerônimo de Albuquerque e de Dinis I de Portugal, além de sobrinho-bisneto de Afonso de Albuquerque, como as irmãs supracitadas, havendo sucessão desse matrimônio;
- Joana de Goes de Vasconcelos, que se casou com Bartolomeu Jácome Lins, mercador abastado, filho dos supracitados Sebald Linz von Dorndorf e Jácoma Mendes, havendo sucessão desse matrimônio;
- Maria de Holanda, casada com o colonizador português Antônio de Barros Pimentel, natural de Viana do Castelo, de família nobre, foi senhor de engenho e houve sucessão do dito matrimônio;
- Mécia Barbosa, que se casou com André da Rocha Dantas, I, o Velho, natural de Viana do Castelo, nobre e proprietário de grossas fazendas no Rio São Francisco, com sucessão desse casamento

O ano exato de morte de Arnau é desconhecido. Carlos Xavier Paes Barreto indica a data de 24 de junho de 1614, mas tal informação não pode ser correta, visto que, por ocasião da visitação do inquisidor Heitor Furtado de Mendonça em 1594 a Pernambuco, um dos filhos de Arnau foi entrevistado e declarou seu pai como já falecido:
2 de abril de 1594 - Agostinho de Olanda contra André Pedro, flamengo, e Alberto Carlos, inglez disse ser christão velho meo alemão natural desta villa filho de Arnal de Olanda alemão de nação defunto e de sua molher Breatiz Mendes gente dos da governança desta terra, de ydade de trinta e oito annos, alcaide mor da villa de Igarasu, casado com Maria de Paiva, mea christãa nova morador no seu engenho da invocação de Santo Agostinho na freguesia de Sancto Amaro.

## Descendentes Ilustres
O músico brasileiro Chico Buarque, seu pai, o historiador Sérgio Buarque de Holanda, e sua irmã, a música e ministra Ana de Hollanda, assim como o lexicógrafo e professor Aurélio Buarque de Holanda, são descendentes diretos de Arnau de Holanda através de seu filho Cristóvão de Holanda e Vasconcelos. Os presidentes da república Deodoro e Hermes da Fonseca são descendentes de Arnau de Holanda através de sua filha Adriana de Holanda. O romancista José Lins do Rego é descendente através de sua filha Isabel de Holanda.  